# Gloria (Vivaldi)
Antonio Vivaldi escreveu pelo menos três configurações do hino  Gloria in Excelsis deo, cujas palavras datam provavelmente do século IV e que é parte integrante do Ordinário da missa. Dois sobrevivem:  RV 588 e RV 589. Um terceiro, RV 590, é mencionado somente no catálogo de Kreuzherren e presumido perdido. O RV 589 Gloria é uma peça familiar e popular entre obras sagradas de Vivaldi. Provavelmente foi escrito em aproximadamente o mesmo tempo que o RV 588, possivelmente em 1715.

## Exemplos
O Gloria RV589 é um Gloria escrito por Antonio Vivaldi. Escrito para o Ospedale della Pietà, o Glória de Vivaldi exibe a riqueza e os contrastes do estilo barroco. A anunciação coral de abertura é seguida pela mais contemplativa "Et in terra pax", em si menor, que por sua vez dá lugar a um alegre dueto feminino. A obra alterna seções corais e solos de ponta a ponta; após uma breve retomada do tema de abertura, uma fuga coral vigorosa baseada no Gloria de Giovanni Maria Ruggieri leva a peça a uma conclusão assombrosa.
RV 589 também tem sido usado em um número de filmes. O primeiro movimento apresentado no 1996 Scott Hicks filme ' '  Shine ' ' sobre o pianista David Helfgott, bem como no filme australiano The Hunter, de 2011. Uma adaptação do segundo movimento foi usada com efeito profundo nas cenas clícticas finais do filme Runaway Train, de 1985.